# Lappion
Lappion é uma comuna francesa na região administrativa de Altos da França, no departamento de Aisne. Estende-se por uma área de 23,71 km². Em 2010 a comuna tinha 269 habitantes (densidade: 11,3 hab./km²).